# Leptopentacta corbicula
Trachythyone corbicula is een zeekomkommer uit de familie Cucumariidae.
De wetenschappelijke naam van de soort werd in 1964 gepubliceerd door Gustave Cherbonnier.